# Meli Bendeli
Meli Bendeli (* 1989 in Ankara als Ahmet Melih Yılmaz) ist eine türkische Schauspielerin.

## Leben und Karriere
Bendeli wurde 1989 in Ankara geboren. Sie studierte an der Universität Ankara. Ihr Debüt gab sie 2015 in der Fernsehserie Hatırla Gönül. 2018 bekam sie in der Serie Çukur die Hauptrolle. Außerdem war sie in Cam Tavanlar zu sehen. Unter anderem trat sie in dem Theaterstück Miriam Yasta auf. 2021 spielte Bendeli in dem Film Sıradan Bir Gün mit. Im Januar 2022 outete sie sich als trans Frau und möchte das weibliche Pronomen Sie bzw. Ihr verwenden.

## Filmografie
Filme
- 2010: Baymin Url
- 2010: Felaket
- 2015: Abluka
- 2017: Daha
- 2017: Körfez
- 2018: Yuva
- 2019: Gölgeler İçinde
- 2020: Orada
- 2020: Yeniden Leyla
- 2021: İçimdeki Kahraman
- 2021: Ali'nin Tabiatı
- 2021: Gölgelerin İçinde
- 2021: Sıradan Bir Gün

Serien
- 2015: Hatırla Gönül
- 2017: Hayat Şarkısı
- 2019–2020: Çukur
- 2021: Ex Aşkım
- 2021: Cam Tavanlar

## Theater
- 2014: Artık Hiçbi'şii Eskisi Gibi Olmayacak Sil Gözyaşlarını
- 2015: Woyzeck Masalı
- 2016: Apaçi Gızlar
- 2019: Hep Sonradan
- 2020: Acting
- 2021: Miriam Yasta